# 李杜 (萬曆丙戌進士)
李杜（1561年—？），字汝唐，號肖衡，山西大同府大同縣民籍，直隸揚州府泰興縣人，明朝政治人物。

## 生平
幼頴异，十三为县庠弟子员，萬曆七年（1579年）己卯科山西鄉試二十名舉人，十四年（1586年）中式丙戌科會試第一百六名，三甲第二百十二名進士。礼部观政，本年九月养病，十八年四月授順天府遵化县知县，二十三年升礼部主客司主事，二十六年升祠祭司员外，改儀制司员外，二十七年丁憂歸。三十年复补任祠祭司员外，三十二年升主客司郎中，三十三年丁父憂。卒于官。

## 家族
曾祖李瑛；祖父李滿，贈奉政大夫兵部郎中；父李承式，曾任湖廣按察使。母郭氏（贈宜人）；繼母閆氏（封宜人）：生母王氏。具庆下。兄李模（监生）、李植（知州、前太仆寺少卿）、李梴、李樌，俱庠生；李栱。弟李樹、李楫，俱庠生；李枝、李槔。兄李植，萬曆五年进士，官遼東巡撫。